# Josef Mágr

Josef Mágr (vor 1911)

Josef Mágr (* 17. September 1861 in Mutowitz, Böhmen; † 18. Juni 1924 in Leipzig) war ein böhmisch-deutscher Bildhauer und einer der wichtigsten Vertreter des Jugendstils in Leipzig.

## Leben
Josef Mágr studierte an der Kunstakademie München und der Kunstakademie Prag.
1889 kam er mit seiner Familie nach Leipzig. Seine Familie waren seine Ehefrau Anna geb. Cerny und die beiden Söhne Anton Stanislaus (* 1887) und Johann Miroslav (* 1889). Letzterer ist der spätere Grafiker Hans Mágr, der von 1907 bis 1911 an der Leipziger Kunstakademie studierte. Die Ehe war nicht glücklich und wurde am 6. November 1919 durch das Landgericht Leipzig geschieden. Etwa 1922 heiratete Josef Mágr Agnes Liddy Dörr aus Glauchau, vermutlich seine frühere große Liebe.

## Schaffen

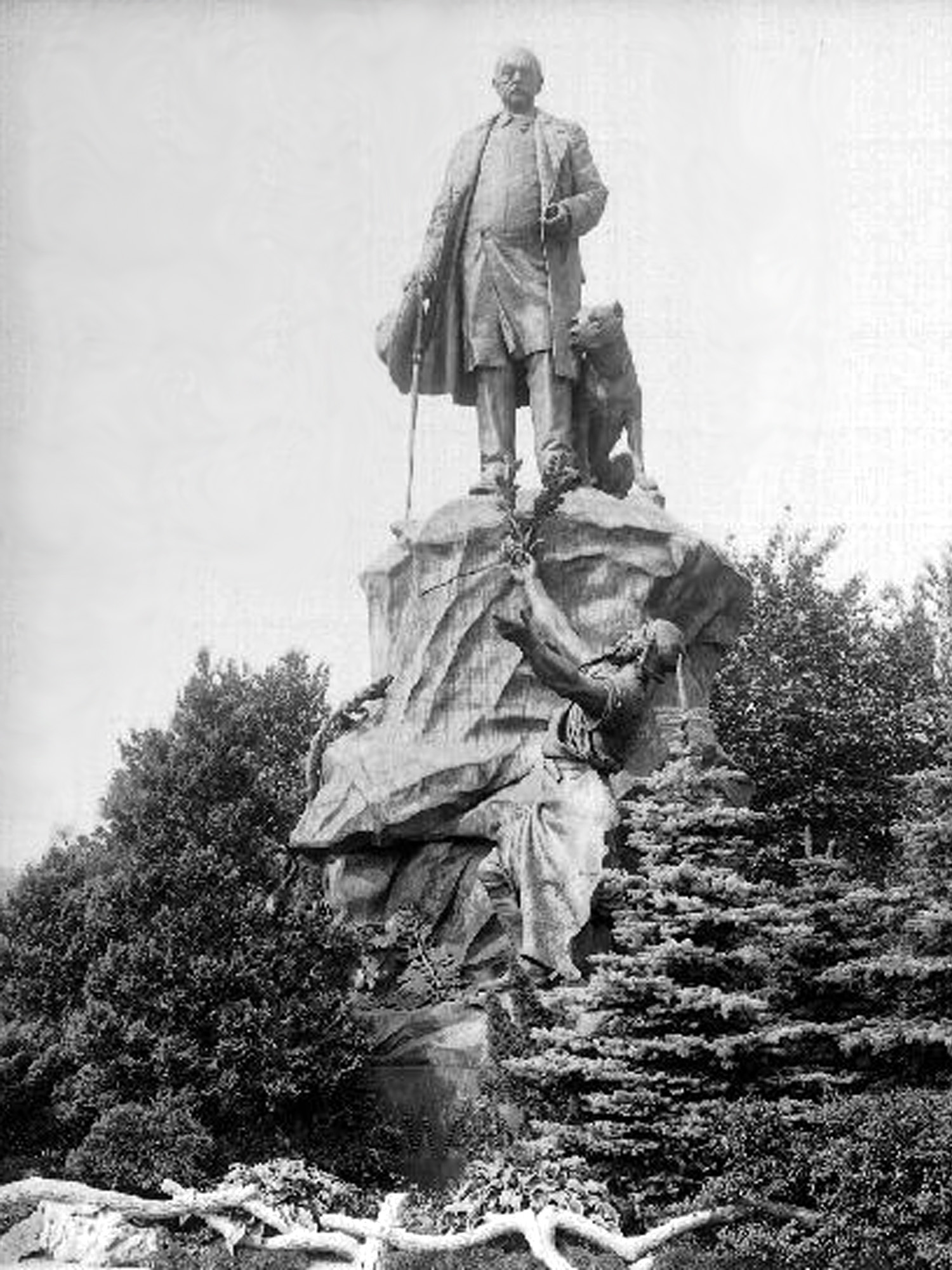
Bismarckdenkmal in Leipzig (1897); von Mágr die untere Figur des Schmieds, von Adolf Lehnert die Bismarck-Statue

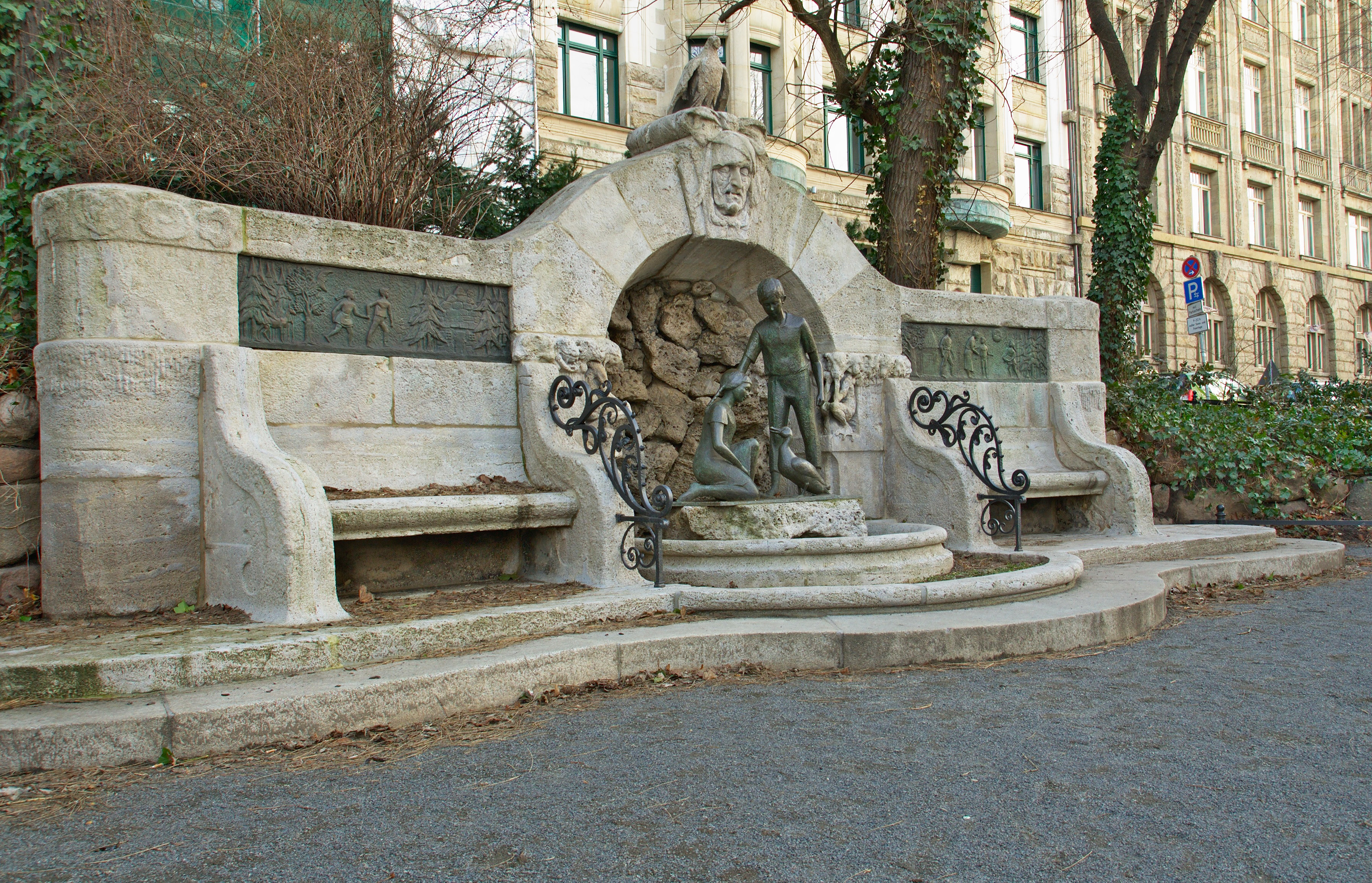
Märchenbrunnen in Leipzig

Eines der wichtigsten Wirkungsfelder Josef Mágrs war die Bauplastik. Er war an der Ausgestaltung mehrerer öffentlicher Gebäude in Leipzig beteiligt. Dazu zählen die im Zweiten Weltkrieg zerstörten Bauten des Augusteums der Universität und des Buchgewerbehauses. Noch erhalten sind seine Werke am Neuen Rathaus, am sogenannten „Märchenhaus“ an der Philipp-Rosenthal-Straße und an der Feuerwache Nord. Sein architektonischer Partner war häufig Max Pommer, mit dem er eine ideale Symbiose bildete, wenn es galt, Kunst und Architektur zu verschmelzen.
Mágr schuf auch einige Brunnenfiguren in Leipzig. Den größten Bestand seiner Werke findet man allerdings in Grabmalen auf dem Leipziger Südfriedhof. Hier stammen sowohl Plastiken als auch Reliefplatten von ihm. Beides kommt im Grabmal Oelssner zum Tragen, das eine der größten Grabmalanlagen des Friedhofs darstellt.

## Werke (Auswahl)
- 1895 bzw. 1897: Bismarck-Denkmal im Johannapark in Leipzig (zusammen mit Adolf Lehnert)
Mágr schuf die unter Bismarck stehende allegorische Figur des „Schmieds der Reichseinheit“. In der ersten Fassung, die 1895 auf dem Augustusplatz aufgestellt wurde, hatte Mágr am Sockel die Figur eines „deutschen Jünglings“ geschaffen, der in der zweiten Fassung durch den Schmied ersetzt wurde. Diese Mágrsche Figur wurde 1942 zu Kriegszwecken eingeschmolzen, das übrige Denkmal 1946 zerstört.
- 1906: Märchenbrunnen am Dittrichring in Leipzig
Die Bronzefiguren wurden nach dem Einschmelzen zu Kriegszwecken im Zweiten Weltkrieg 1965 durch Replikate von Elfriede Ducke und Hanna Studnitzka ersetzt.
- um 1915: Brunnenfigur im Stadtbad Leipzig

Bauplastik in Leipzig:
- 1896: Augusteum der Universität (im Zweiten Weltkrieg zerstört)
- 1899: Reliefs am Buchgewerbehaus (im Zweiten Weltkrieg zerstört)
- 1905: Figuren am Neuen Rathaus
- 1906: Feuerwache Nord, Matthissonstraße 4, Reliefs in Ziegelmauerwerk gearbeitet
- 1908: „Märchenhaus“, Philipp-Rosenthal-Straße 21

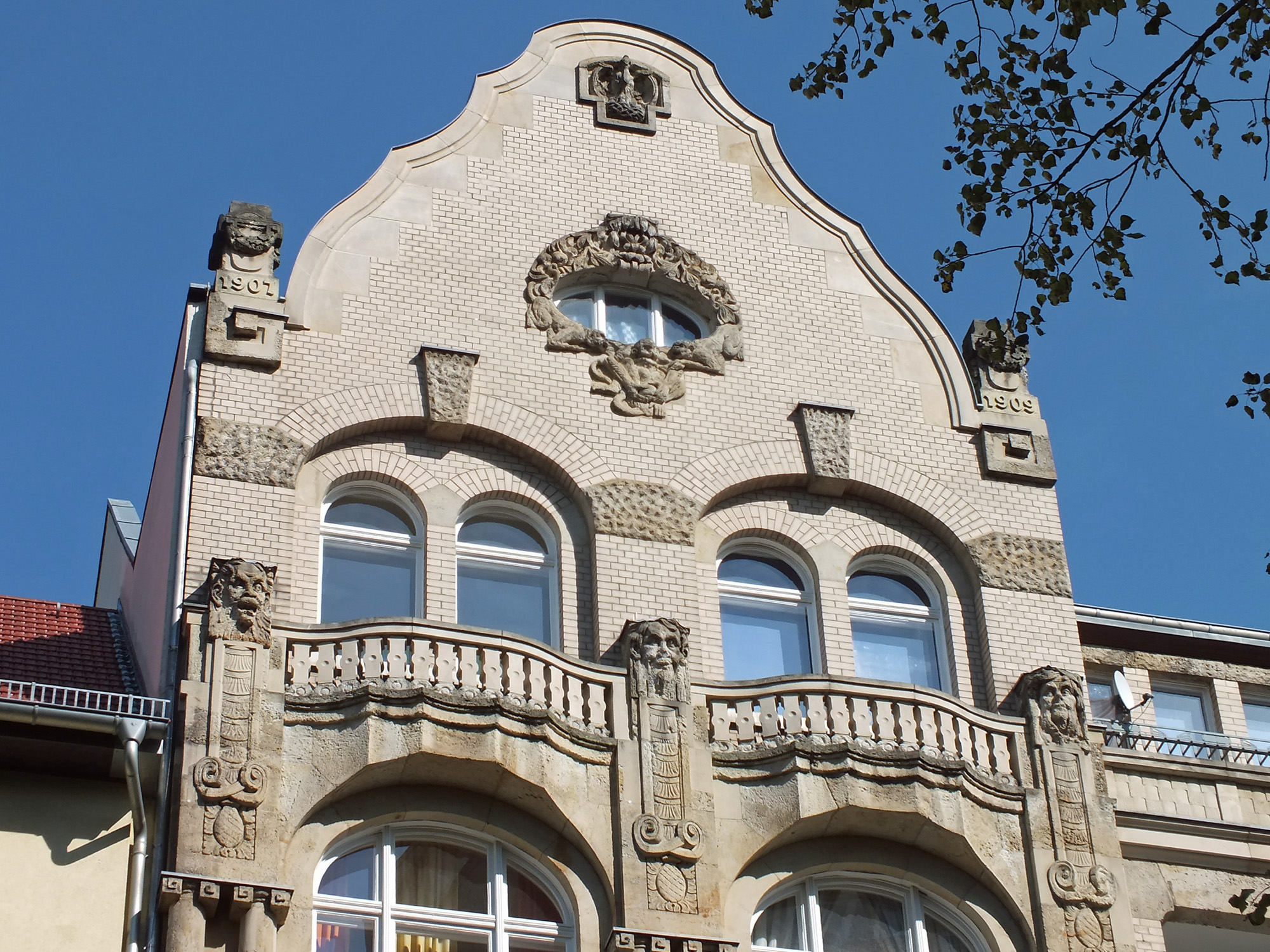
Giebel am „Märchenhaus“ in der Philipp-Rosenthal-Straße
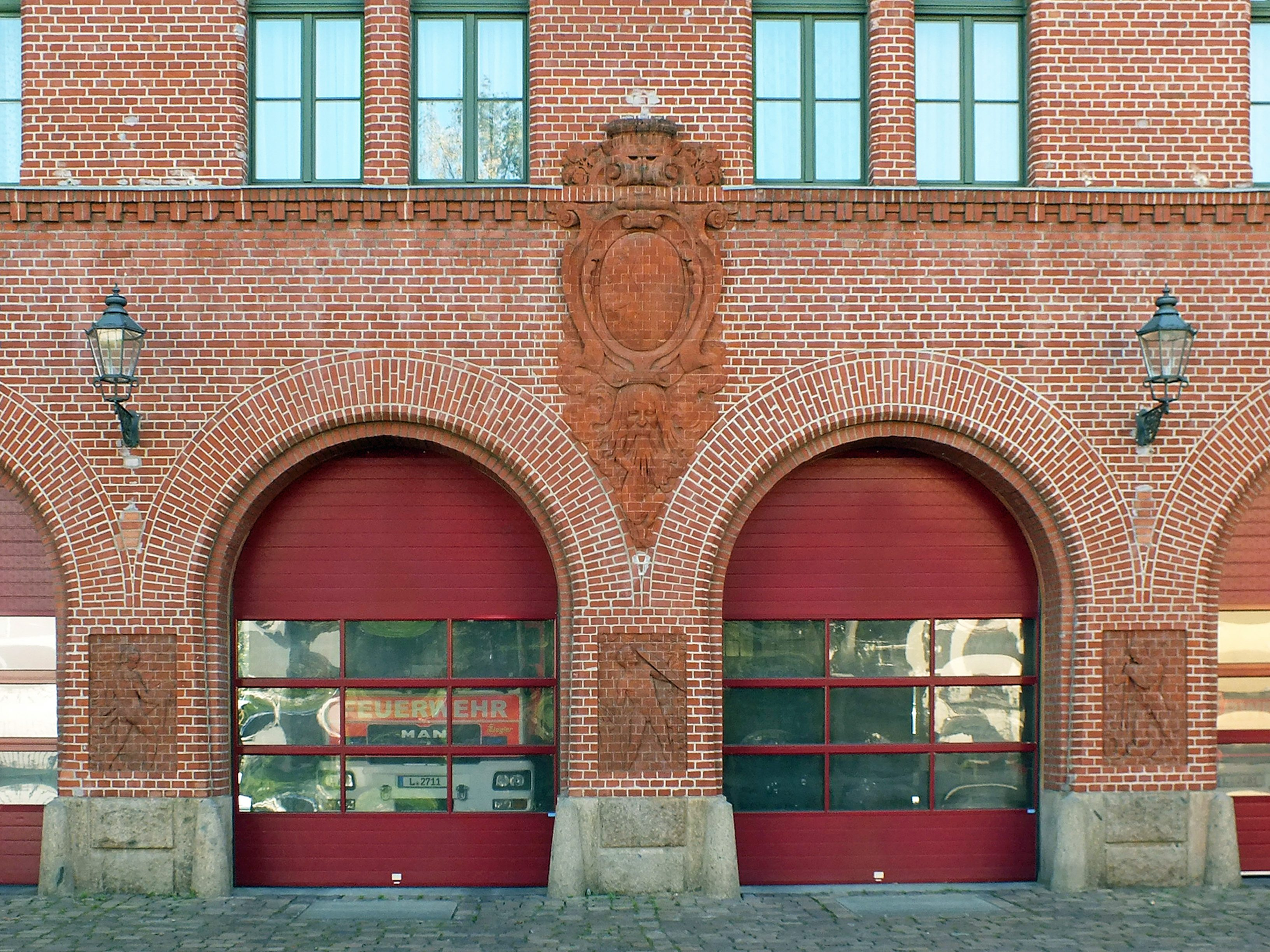
Bauschmuck an der Feuerwache Nord
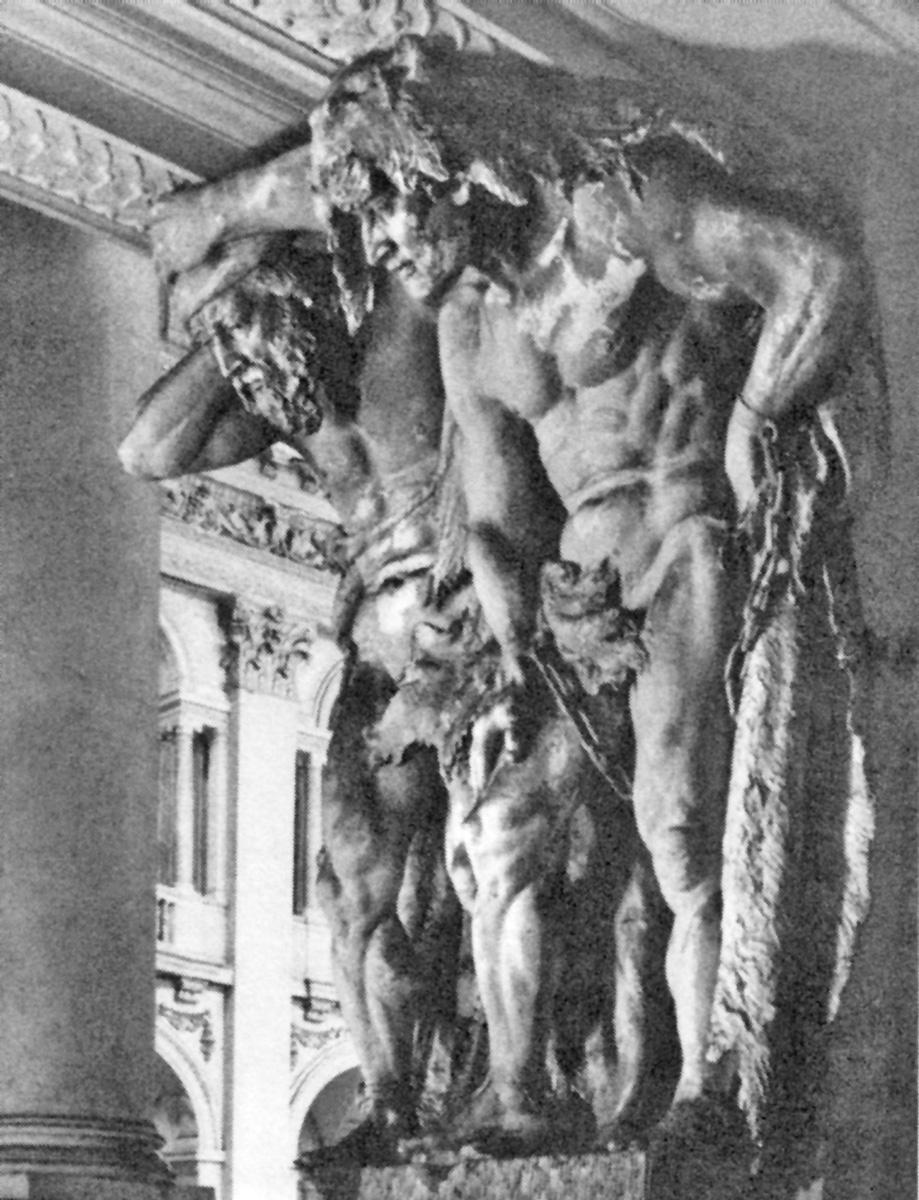
Atlantengruppe „Unlust“ im Treppenhaus des Albertinums in Leipzig

Grabmalplastik
Auf dem Leipziger Südfriedhof stammen von Mágr die Grabmale für Oelssner, Oehlschlegel, Schirmer, Schneider-Kollmann, Riemer, Volckmar und Werner sowie sein eigenes. Auf letzterem ist eine 1906 entstandene Frauenbüste aufgestellt (vermutlich ein Bildnis seiner 2. Frau  Agnes Liddy Dörr)
Auf dem Alten Johannisfriedhof in Leipzig ist die Grabmalplastik für Willmar Schwabe zu finden.

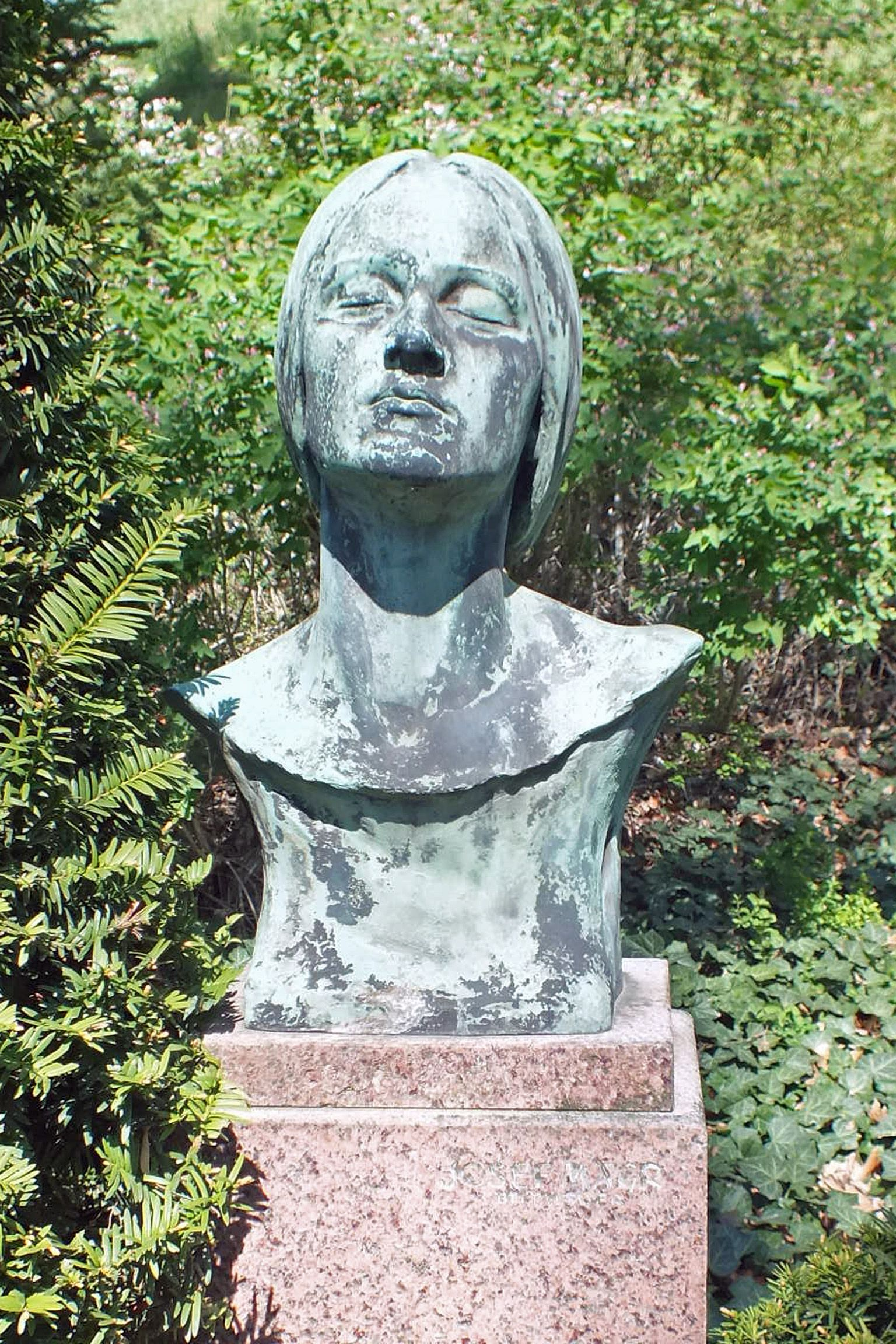
Mágrs eigenes Grabmal
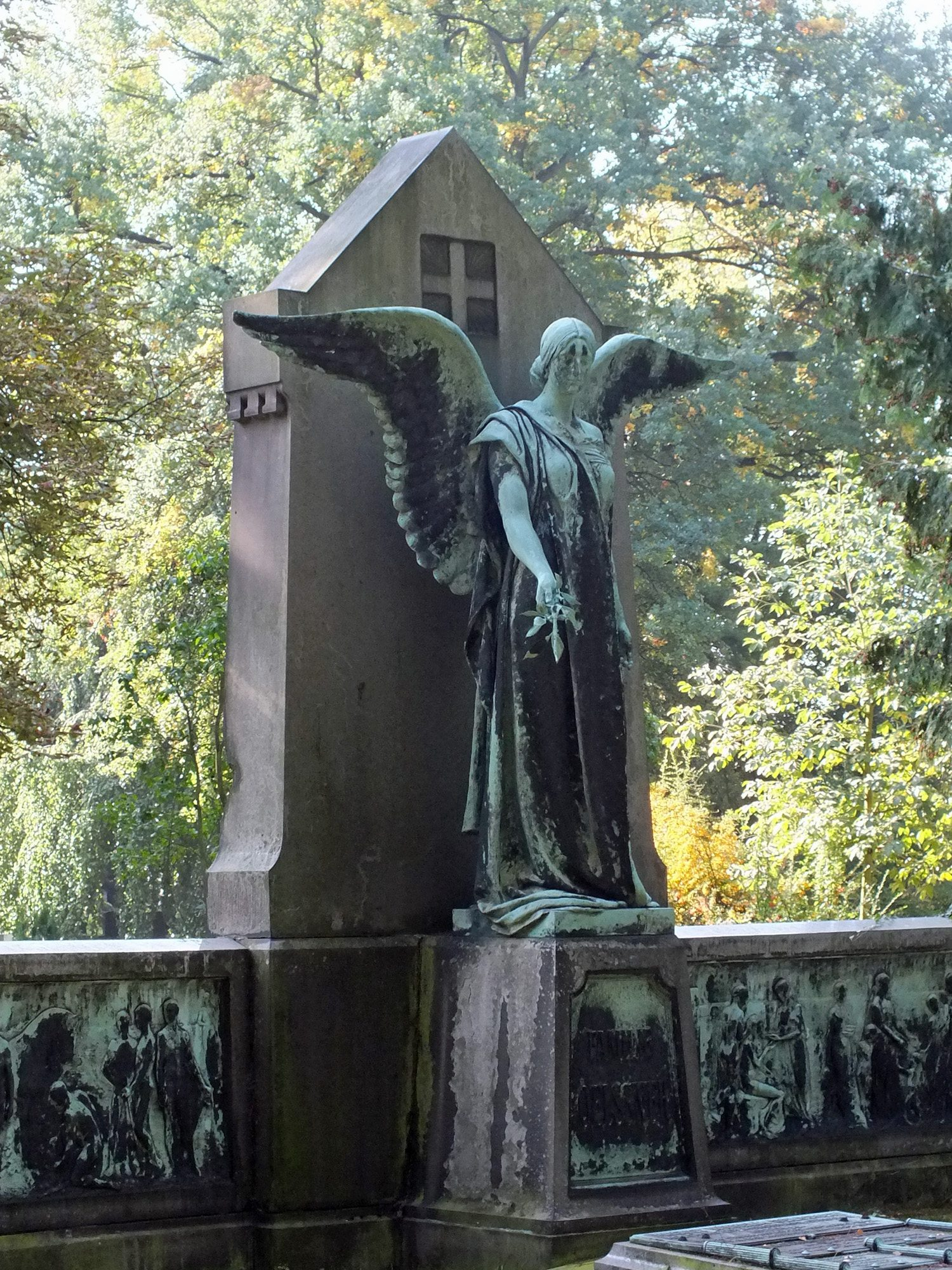
Friedensengel am Grabmal Oelssner
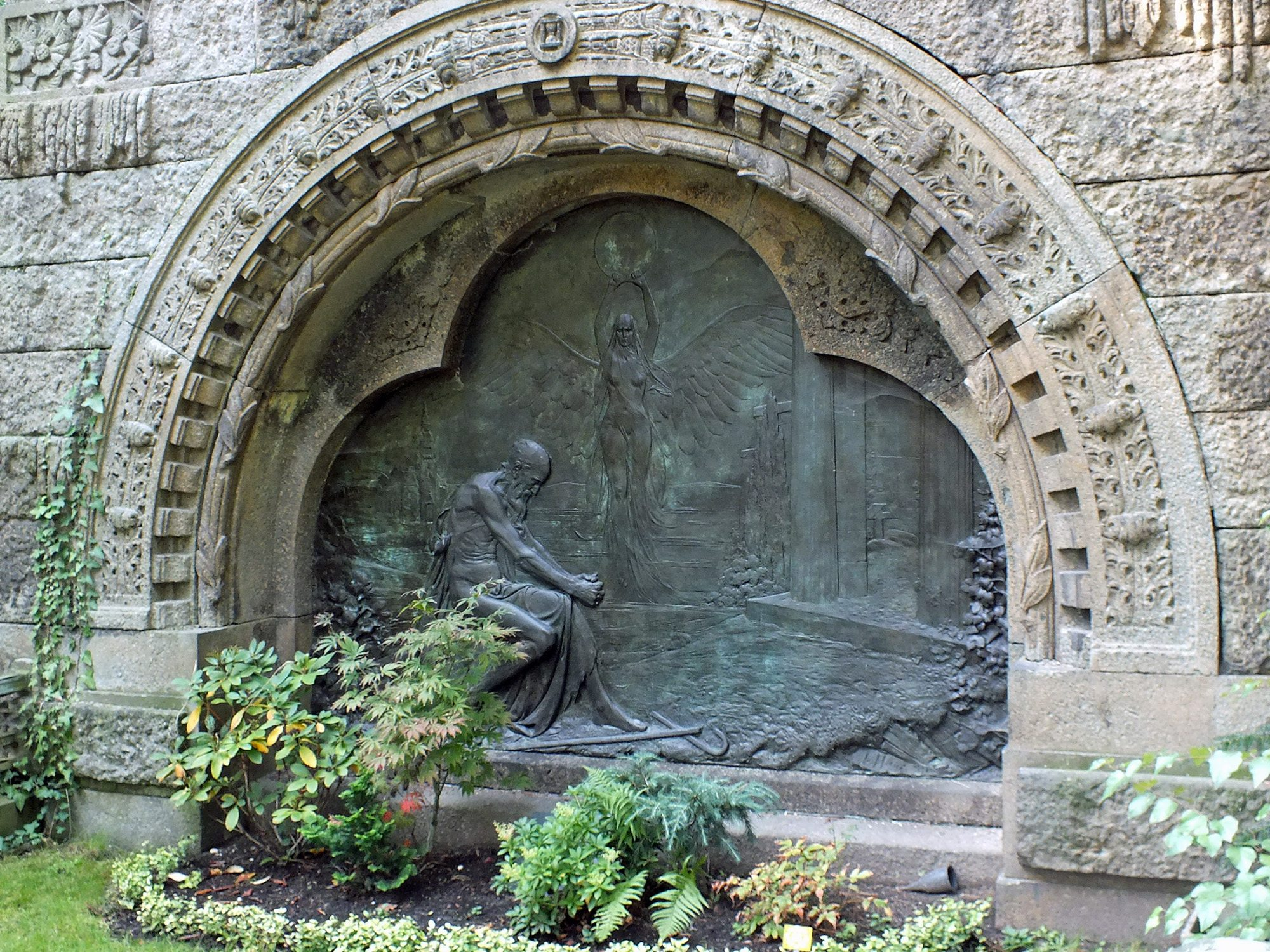
Reliefplatte am Grabmal Oehlschlegel
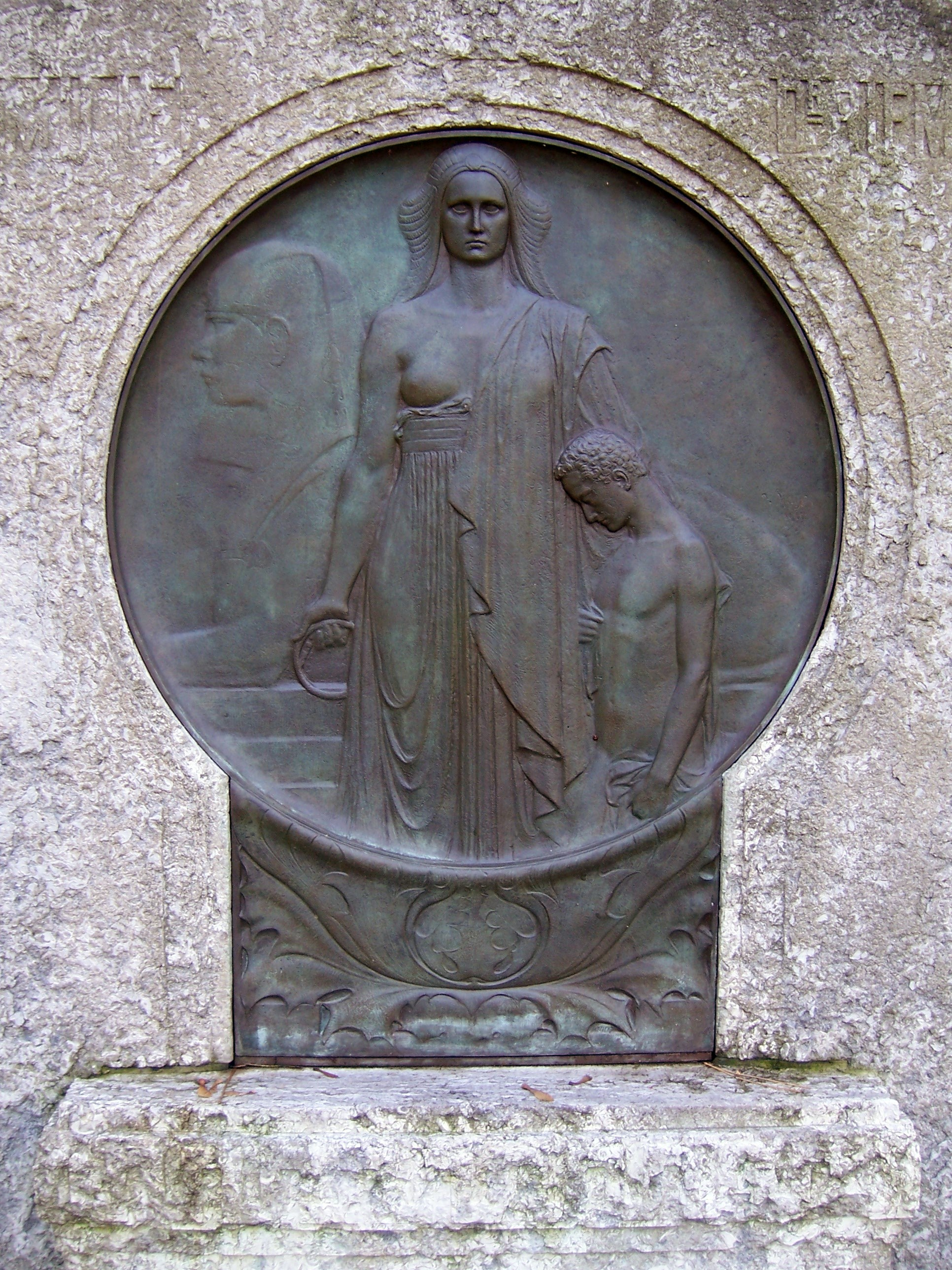
Bronzerelief am Grabmal Riemer
Bronzerelief am Grabmal Schneider-Kollmann
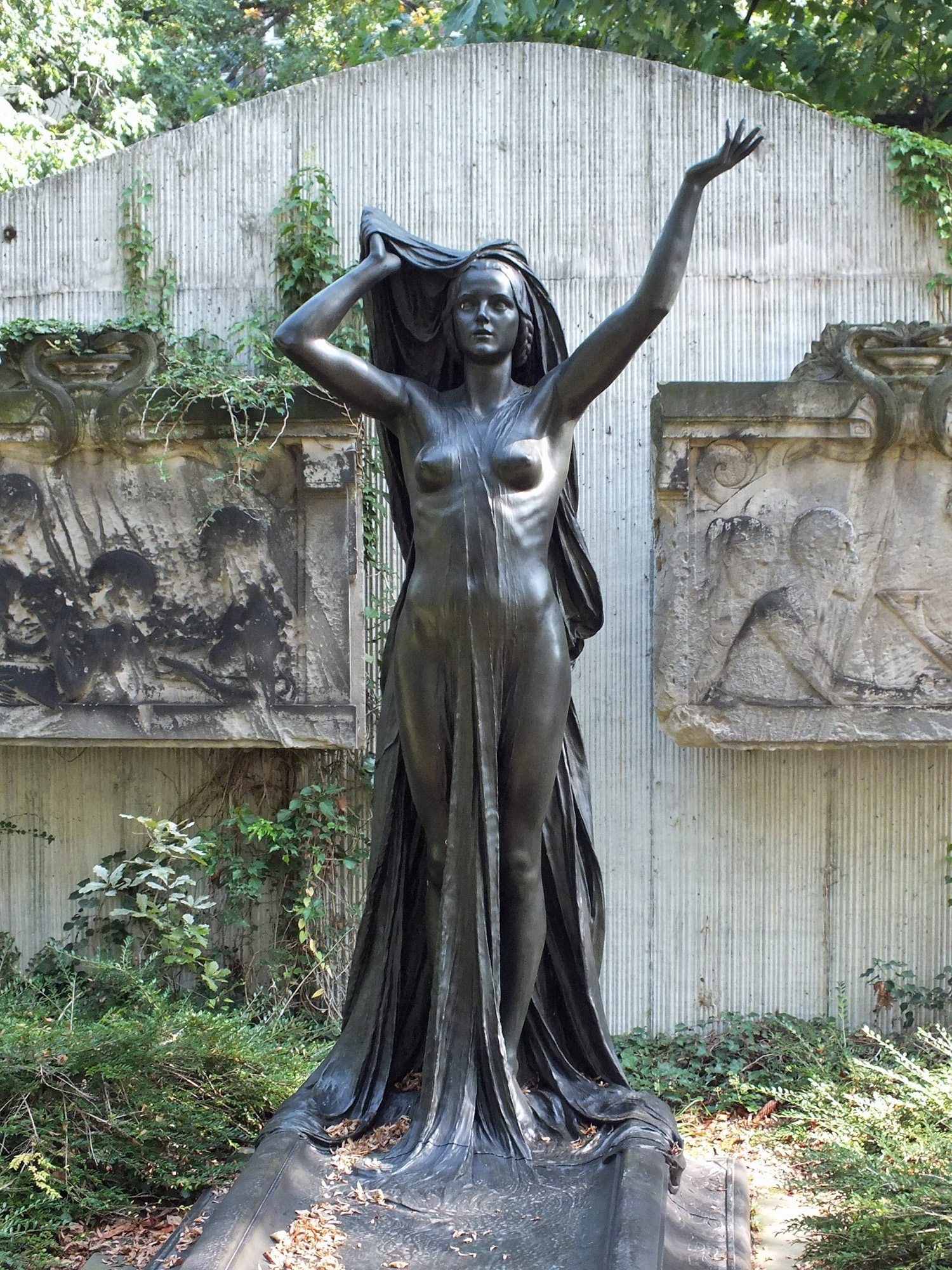
Grabmal für Willmar Schwabe auf dem Alten Johannisfriedhof